# عمرآباد (صومای برادوست)
عمرآباد روستایی در دهستان برادوست بخش صومای برادوست شهرستان ارومیه استان آذربایجان غربی ایران است.

## جمعیت
بر پایه سرشماری عمومی نفوس و مسکن در سال ۱۳۹۵ جمعیت این روستا ۳۵۹ نفر (۸۵خانوار) بوده‌است.